# Skrzekot

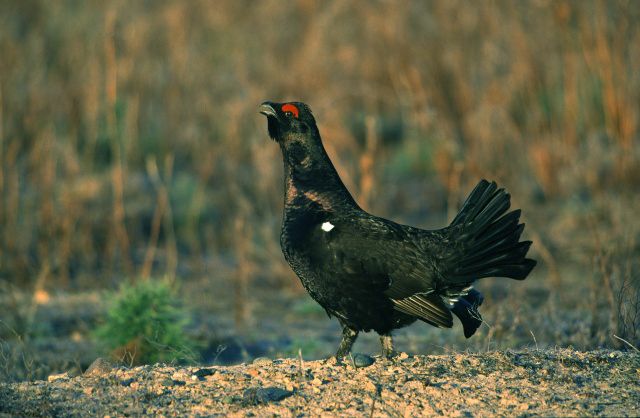
Skrzekot (Tetrao medius)

Skrzekot (dawniej niekiedy uznawany za odrębny gatunek Tetrao medius) – w gwarze myśliwskiej nazwa hybrydy cietrzewia i głuszca. Występuje najczęściej tam, gdzie przy współwystępowaniu obu gatunków jeden z nich jest znacznie rzadszy (częściej ojcem jest cietrzew). Powstałe hybrydy są zawsze bezpłodne. Wyglądem w zależności od płci przypominają bardziej cietrzewia (samce) lub głuszca (samice).